# Camerino (habitació)

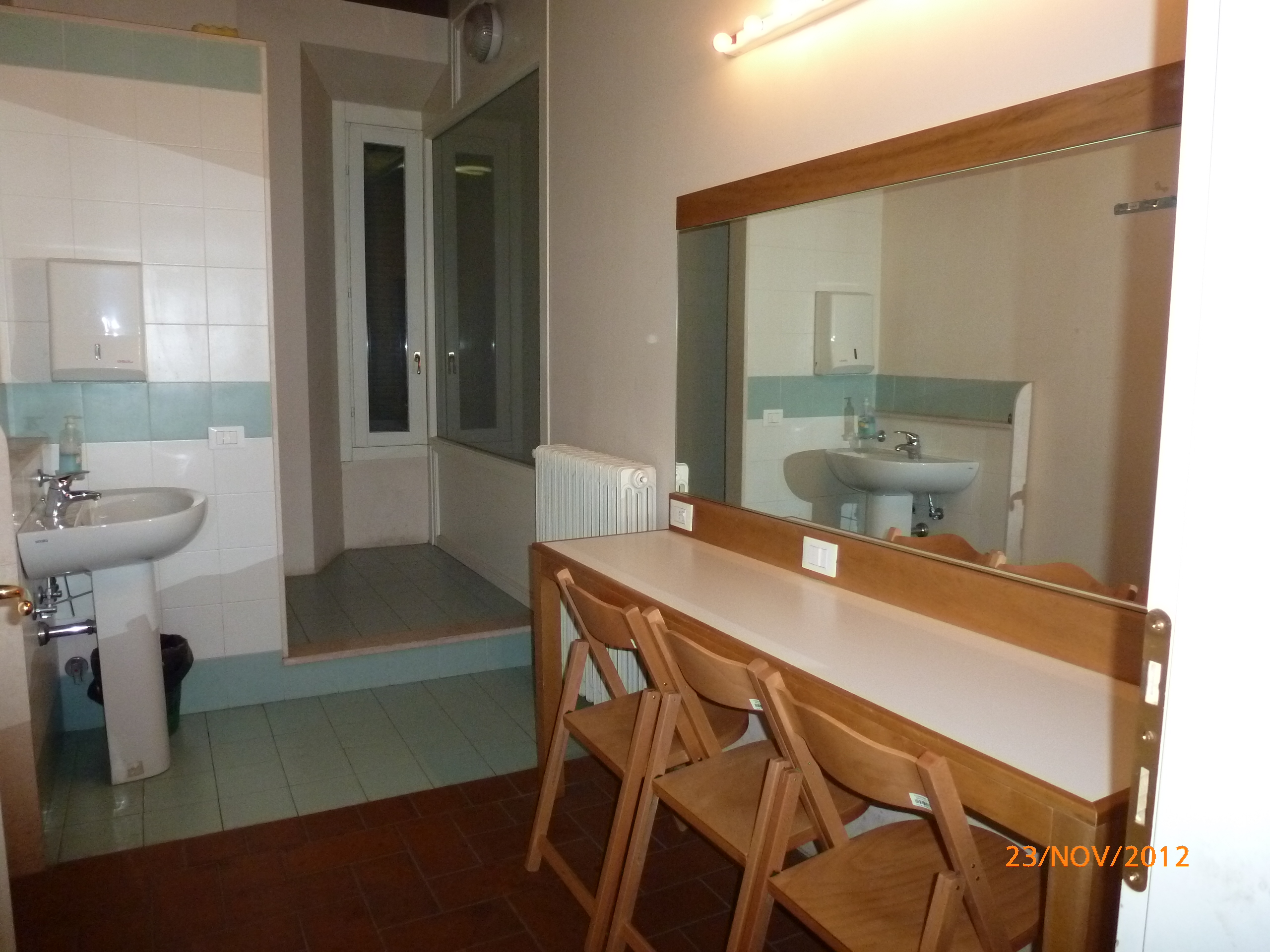
Camerino

Un camerino, vestidor o vestuari és una cambreta o cambra on els intèrprets a les arts escèniques es preparen per a sortir a escena i esperen en els moments que no surten a l'escenari. L'anomenada zona de camerinos és la part d'un teatre o sala d'espectacles privada, a la qual no té accés el públic. Sol ser el lloc de trobada per a xerrar i compartir opinions de tots els participants, després de l'espectacle.
Aquest espai, fora de l'espai públic, sol tenir taules i cadires o bancs, un sistema de comunicació amb l'escenari, algun sistema per a guardar la roba i els accessoris, algun mirall ben il·luminat, normalment també un de cos sencer, un lavabo i una pica. Els miralls solen tenir il·luminació zenital i lateral, per ambdós costats, per a evitar ombres. També hi pot haver una petita nevera o algun lloc per a guardar menjar, una cafetera, un telèfon o connexió wifi.

## Etimologia

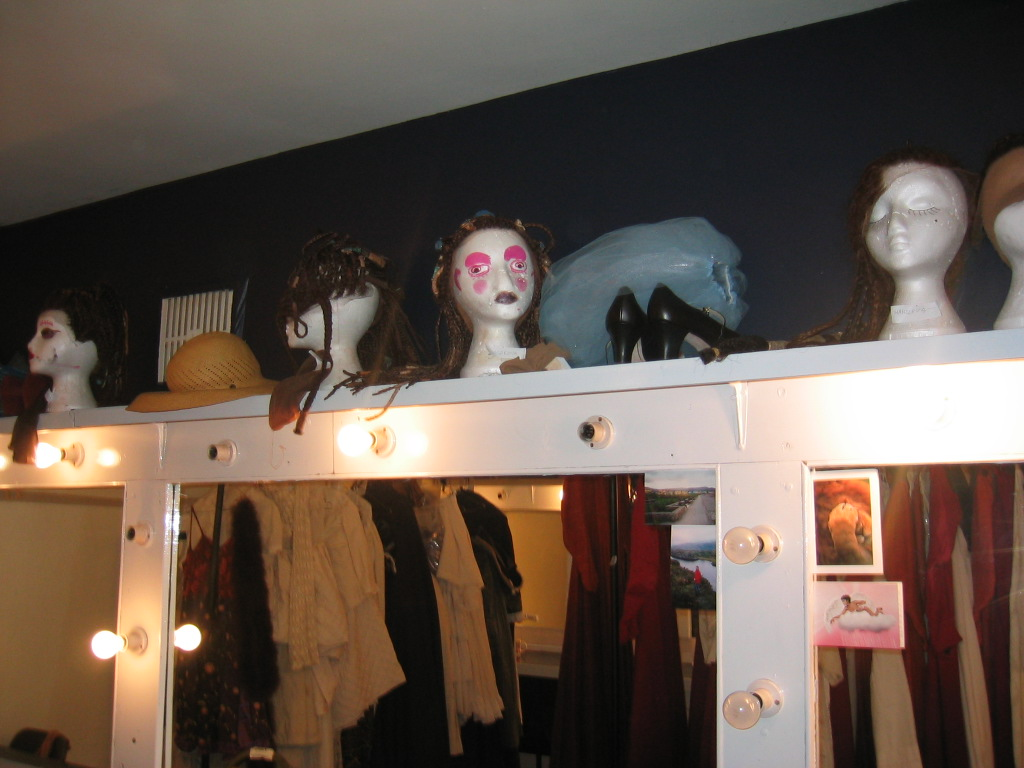
Detall d'un camerino

El mot "camerino" en català és un italianisme que literalment significa "cambreta" i que indicava el vestuari als teatres a la italiana. En el sector de les arts escèniques de vegades es conserva el nom italià per tradició, tot i que també s'usa "vestuari". "Camerino" s'entén com un vestuari específic pels intèrprets (actors, ballarins, cantants, músics, etc.) a les arts escèniques i audiovisuals.

## Escenes de camerino

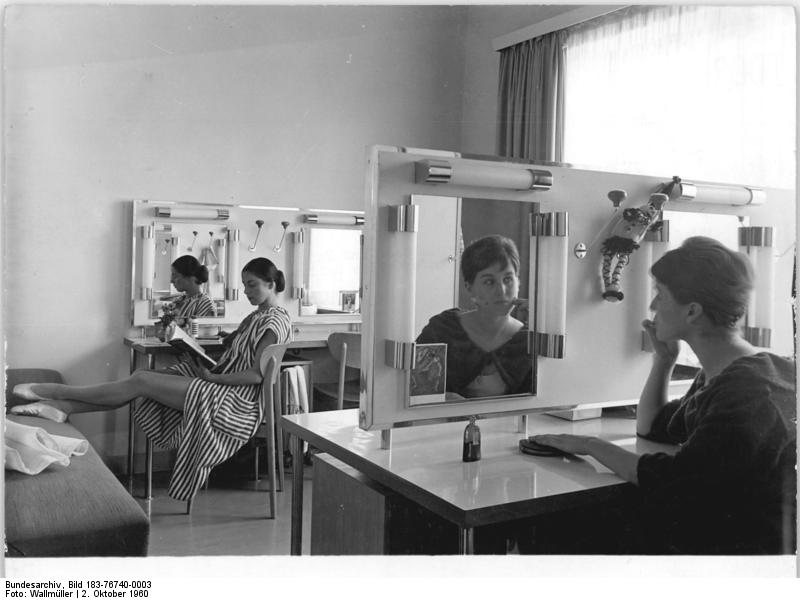
Ballarines al seu camerino, any 1960

Les "escenes de camerino" són part del tema del "teatre dins el teatre", molt habitual al món de l'espectacle. Als camerinos, els intèrprets no sols segueixen els rituals de pentinar-se, maquillatge i vestir-se, també és el seu espai per a relaxar-se i preparar el seu personatge, on potser fan el darrer assaig o repassada del text, un espai d'introspecció o de tafaneries entre ells. Primer a la literatura i les arts escèniques, i posteriorment també al cinema, ha estat escenari real i fictici de suïcidis, assassinats, amors apassionades i altres secrets. També han estat font d'inspiració per a pintors i fotògrafs.

## Curiositats
Maria Aurèlia Capmany, que als anys 1960 era una actriu de la companyia Adrià Gual que interpretava regularment a teatres de la talla del Teatre Romea de Barcelona, va començar a escriure als camerinos, entre pausa i pausa de les seves actuacions. Li agradava tant que un dia li va passar el temps i va oblidar de sortir a l'escenari, saltant una escena.